# Eleutherocercus
L'eleuterocerco (gen. Eleutherocercus) è un mammifero cingolato estinto, appartenente ai gliptodonti. Visse tra il Miocene superiore e il Pliocene (circa 8 - 4 milioni di anni fa) e i suoi resti fossili sono stati ritrovati in Sudamerica.

## Descrizione
Questo animale doveva essere di grandi dimensioni, e poteva raggiungere i 3 metri di lunghezza. Era dotato, come tutti i gliptodonti, di un carapace costituito da numerosissimi osteodermi fusi tra loro. In generale, l'aspetto di Eleutherocercus ricordava quello del più noto (e successivo) Doedicurus, dal quale si differenziava però per numerosi particolari. Le placche del carapace, ad esempio, erano maggiormente unite; la superficie esterna di ciascuna placca era leggermente elevata al centro e portava una ventina di perforazioni più dense verso il centro, che non comunicavano direttamente con gli orifizi (da cinque a otto) osservabili sulla superficie interna. Il "tubo" caudale, inoltre, era a forma di spatola (largo e piatto), leggermente depresso e terminante in un contorno arrotondato. Le superfici laterali portavano due paia di grosse cavità alternate, circondate da fossette pilifere. Il resto della superficie del tubo era ornato da numerose figure circolari, ugualmente circondate da fossette pilifere, e che si ingrandivano mano a mano che procedevano verso l'estremità della superficie ventrale della coda.

## Classificazione
Il genere Eleutherocercus venne descritto per la prima volta da E. Koken nel 1888. Al genere Eleutherocercus sono state ascritte varie specie (E. paranensis, E. antiquus, E. setifer), ma non è chiaro se siano da considerare tutte valide. Fossili di Eleutherocercus sono stati ritrovati in Uruguay e in Argentina, in terreni risalenti al Miocene superiore e al Pliocene.
Eleutherocercus è considerato un possibile antenato (o comunque vicino all'origine) del ben noto Doedicurus, un gliptodonte pleistocenico dalla coda dotata di grossi spuntoni. Lo stesso Eleutherocercus sembra aver avuto una morfologia caudale per certi versi anticipatrice di quella riscontrabile in Doedicurus.